# Anklageskrift
Et anklageskrift udgør det skriftlige grundlag for en straffesag. Med anklageskriftet rejser Anklagemyndigheden tiltale mod en person i en straffesag ved den domstol, der fremgår af anklageskriftet.
Fremsendelsen af anklageskriftet betyder, at personen overgår fra at være sigtet til at være tiltalt. Det betyder, at den tiltalte sammen med sin forsvarer kan tilrettelægge forsvaret i sagen.
Retsplejelovens § 834 fastslår, at anklageskriftet foruden tiltaltes personlige oplysninger såsom navn, personnummer og adresse og rettens navn skal indeholde oplysninger om det forhold, der rejses tiltale for. Det betyder, at der skal stå hvilken forbrydelse, der er tale om, straffehjemmelen og tid, sted og andre nærmere omstændigheder ved forbrydelsen. Det skal også fremgå, hvis der er grunde til at forhøje eller nedsætte straffen. Det kan fremgå af anklageskriftet, hvis den tiltalte søges dømt efter en anden paragraf såfremt retten ikke godtager den, der primært rejses tiltale efter.
Et anklageskrift må ikke indeholde en fortegnelse over beviserne i sagen, ligesom det heller ikke må indeholde en redegørelse for sagens retlige spørgsmål.
Ved begyndelsen af sagens hovedforhandling oplæser anklageren anklageskriftet for retten. Dommerne har alle fået anklageskriftet udleveret, og for lægdommernes vedkommende er anklageskriftet det eneste dokument, de ser om sagen. Af hensyn til retssikkerheden er det væsentligt, at anklageskriftet er formuleret så enkelt som muligt, så det ikke kræver særlige juridiske kompetencer at forstå det.
Der kan udarbejdes et tillægsanklageskrift i sager, hvor anklagemyndigheden inden hovedforhandlingen rejser tiltale for yderligere forhold.